# Рикки Спрокет — звезда шоубиза
«Рикки Спрокет — звезда шоубиза» — канадский анимационный ситком, созданный и принадлежащий Studio B Productions (теперь как WildBrain). Он транслировался на Teletoon в Канаде, Nickelodeon в Великобритании и Nicktoons Network в США. Его первый выход в эфир состоялся в 31 августа 2007 года, с регулярными выходами в эфир в стране, начиная с 8 сентября 2007 года Последняя серия вышла в эфир 4 мая 2009 года. Всего было выпущено 26 серий за два сезона. В 2008 году в Канаде на Teletoon это шоу вышло в эфир около 13:00.

## Производство
Сериал был создан уроженкой Лондона Элисон Сноуден и Дэвидом Файном, которые также создали мультсериал в прайм-тайм «Боб и Маргарет» как оскароносный короткометражный фильм «День рождения Боба». Они срежиссировали сериал вместе с Джошем Мепхемом.
Сериал был произведен на студии Studio B Productions в Ванкувере, Британская Колумбия, и был продюсирован Studio B, Snowden Fine и Bejuba Entertainment. Всего 52 11-минутных эпизода, которые транслируются по полчаса, по два сегмента в каждом. Он был создан с использованием Flash-анимации, которая была сделана частично в Studio B, а частично на Филиппинах в Top Draw Animation.
Среди сценаристов сериала были Расселл Маркус (который также работал исполнительным редактором), Луиза Мун, Билл Моц и Боб Рот, Брэндон Сойер, Шейн Симмонс, Иэн Бутби, Роджер Фредерикс.
Голоса были записаны в Ванкувере и Торонто.

## Описание
Рикки Спрокет — самый крупный ребёнок-звезда в мире кино. Он работает в студии Wishworks (пародия на DreamWorks) и на своего босса мистера Луи Фишбургера. Несмотря на то, что Рики снимается в некоторых из своих любимых фильмов, живёт в особняке и иногда делает операции на мозге пациентам-актерам, в остальном он обычный ребёнок, который не позволяет славе знаменитостей вскружить ему голову. Он любит тусоваться со своими друзьями и разделяет соперничество с избалованной детской звездой Киттен Кабудл. Тем не менее, у Рики есть домашние дела и домашние задания, когда он не сражается с аниматронными реквизитами.

## Персонажи
- Рикки Спрокет (озвучивает Джиллиан Майклс) — Рикки — самая большая в мире детская звезда кино. В 10 лет он наиболее известен, обожаем и у него есть все, что может пожелать ребёнок, но он обычный ребёнок с проблемами обычного ребёнка. Он любит проводить время со своими друзьями так же, как и сниматься в кино. В одну минуту он сражается с инопланетянами на съемочной площадке, в следующую — делает домашнее задание или выносит мусор.
- Банни Спрокет (озвучивает Джейн Иствуд[англ.]) — Банни — практичная, бесхитростная и серьёзная мать. Она любящая и преданная и видит в Рикки только типичного мальчика. Её больше заботят его домашние задания и вынос мусора, чем «махинации шоу-бизнеса». В старшей школе она также работала на трапеции.
- Леонард Спрокет (озвучивает Джефф Ламби[англ.]) — Леонард — глупый отец Рикки, но он всегда имеет добрые намерения. Он преданный отец, но не очень искушенный. Несмотря на известность и богатство своего сына, он по-прежнему работает на колбасной фабрике и часто передает сыну мудрость рассказами о колбасе. Отец Рики действует из лучших побуждений, но не такой умный; он может вести себя шутливо, что вызывает у Рики острое смущение. Он любит свою работу в Wishworks Sausages.
- Этель Спрокет (озвучивает Кэтлин Барр[англ.]) — Этель — младшая сестра Рики, она такая же умная и коварная, как Рикки обаятельный и веселый. Она не интересуется кинобизнесом своего брата и предпочла бы навлечь на него неприятности, но Рики иногда приходит к Этель, когда она ему нужна.
- Бенни Ньюфорд (озвучивает Табита Сен-Жермен) — самый большой поклонник и друг Рикки. Часто не понимает, о чём говорит Моррис, но мало кто понимает. Бенни не самый острый нож в ящике стола, но он компенсирует это своим энтузиазмом и чистой преданностью Рикки. Он также дальтоник.
- Моррис Муни (озвучивает Эшли Болл) — Моррис Муни — умный приятель Рикки. Он любит естественные науки и биологию и преуспевает во всех академических предметах, но исключительно плох в искусстве, драме и спортзале. Тем не менее, он хорошо держит веревку и, очевидно, хорош в видеоиграх. Если есть технический способ взглянуть на что-либо, Моррис его найдет. Часто обращается к фактам на своем ноутбуке, который, кажется, всегда с ним.
- Джамал Пенникук (озвучивает Дорла Белл) — приятель Рики. У Джамаля есть манера поведения, но он все ещё обычный ребёнок. Он немного более опытен, чем Бенни и Моррис, но это мало о чём говорит. Джамал всегда готов к действию, он крутой парень.
- Элис Эпплвуд (озвучивает Кьяра Дзанни[англ.]) — Алиса милая и умная, у неё часто появляются хорошие идеи по решению проблем. Она немного глупая и гораздо более приземленная, чем Моррис, в своем подходе к решению проблем. Из друзей Рики её видят меньше всего.
- Киттен Кабудл (озвучивает Андреа Либман) — Котенок — ещё одна детская звезда, которую часто снимают в тех же проектах, что и Рикки. Она не по годам развита, конкурентоспособна, требовательна и ужасно завидует Рикки и его успеху. Она сводит всех с ума, что может быть связано с примером, который подает её мать как властный агент. Её отец — молочный тост. Киттен завидует Рикки и любит видеть, как он терпит неудачу, но когда они заблудились на необитаемом острове, она дала понять, что действительно может испытывать к нему чувства.
- Мистер. Луи Фишбургер (озвучивает Скотт Макнил[англ.]) — босс Рики. Г-н Фишбургер — глава Wishworks Studios (пародия на DreamWorks), где работает Рики. Он маленький человек с большим голосом. Он старый голливудский босс, и кино — это его жизнь. Он обращается с Рикки как со своим сыном. Ну, лучше, чем родной сын: он уволил родного сына. Кроме того, Рикки оплачивает счета.
- Вольф Волински (озвучивает Джейми Уотсон) — Вольф — постоянный директор Рикки в Wishworks. Он целеустремлен и страстен и требует от Рикки самого лучшего, но у него также вспыльчивый характер, поэтому общение с Рикки и Киттеном является для него испытанием. Он может показаться одержимым и маниакальным, как стереотипный гений.
- Ванесса Стимлок (озвучивает Табита Сен-Жермен) — репортер шоу-бизнеса Buzz Entertainment. Если есть драка в СМИ, она её возглавляет. Ванесса освещает все, что связано с шоу-бизнесом, но, похоже, ей особенно поручено освещать Рикки Спрокета.

## Эпизоды

### Сезон 1 (2007)
| № | Название                                | Дата премьеры    |
| --- | --------------------------------------- | ---------------- |
| 1 | «The Screen Kiss""The Boy King»         | 8 сентября 2007  |
| Рикки потрясен, когда узнает, что ему придется пережить свой первый поцелуй на экране; Рикки и его семья отправляются на полинезийский остров, чтобы он мог найти новую роль — Короля-мальчика.                                                           |                                         |                  |
| 2 | «Great Bowls of Ricky""Burptacular»     | 9 сентября 2007  |
| Рикки узнает, что хлопья падают его лицом на коробку; Рикки пытается научиться искусству отрыжки. |                                         |                  |
| 3 | «We Are Not Amused""Being Leonard»      | 15 сентября 2007 |
| Рикки открывает парк развлечений; Леонард приводит Рикки к себе на работу. |                                         |                  |
| 4 | «Oh Hap-Pee Day""Ricky for Sale»        | 16 сентября 2007 |
| После того, как сестра Рикки пролила на него напиток на церемонии награждения, пресса считает, что Рикки намочил штаны на сцене; Друзья Рикки убеждают его продать ненужные безделушки в Интернете.                                                       |                                         |                  |
| 5 | «Perfect Pitch""In the Drink»           | 3 ноября 2007    |
| Рикки узнает, что не умеет петь; Неумение Рикки плавать ставит под угрозу фильм, который он снимает. |                                         |                  |
| 6 | «Ethel's New Friend""Vicky Sprocket»    | 22 сентября 2007 |
| Родители Рикки хотят, чтобы он помог Этель найти друзей; Рикки переодевается девушкой, чтобы получить большую роль. |                                         |                  |
| 7 | «Double Crossed""Monkey See, Monkey Do» | 23 сентября 2007 |
| Босс студии настаивает, чтобы у Рикки был дублер для его будущего фильма; Рикки играет вместе с говорящей обезьянкой Чико. |                                         |                  |
| 8 | «Runaway Ethel""Freezer Burn»           | 29 сентября 2007 |
| Этель везет дом на колесах Рикки через съемочную площадку на автостраду; Рикки и его друзья доходят до слухов о криогенно замороженном домашнем кролике Фишбургера.                                                                                       |                                         |                  |
| 9 | «Roy vs. Roy""Dueling Birthdays»        | 4 ноября 2007    |
| После того, как Роя сняли в фильме с Рикки, его заменяют, когда он не может следовать указаниям; Рикки должен работать со своими друзьями, чтобы присутствовать на вечеринках по случаю дня рождения, которые устраивают его родители и мистер Фишбургер. |                                         |                  |
| 10 | «The Lie Detector""Leonard's Groove»    | 10 ноября 2007   |
| Рикки проверяет детектор лжи на своей семье и друзьях; Этель и Рикки обнаруживают, что Леонард играл в глэм-группе 80-х. |                                         |                  |
| 11 | «The Big Sleepover""I Want to Direct!»  | 11 ноября 2007   |
| Рикки приглашает друзей на съемочную площадку своего нового фильма; Рикки пытается написать сценарий и снять собственный фильм. |                                         |                  |
| 12 | «The Real Sprocket""A Book for Bedtime» | 18 ноября 2007   |
| Рикки посещает ферму своего кузена Леонарда в поисках будущего фильма; Котенок пытается саботировать Рикки, посылая ему книгу, которую он не может оторваться.                                                                                            |                                         |                  |

### Сезон 2 (2008-09)
| № | Название                                        | Дата премьеры    |
| --- | ----------------------------------------------- | ---------------- |
| 13 | «A Boy and his Bodyguard""Ricky Who?»           | 1 сентября 2008  |
| "A Boy and his Bodyguard": Мистер Фишбургер нанимает телохранителя, чтобы защитить Рикки. "Ricky Who?": Рикки находит город, имя которого никто не знает. |                                                 |                  |
| 14 | «Space Family Sprocket Part 1+2»                | 8 сентября 2008  |
| "Space Family Sprocket": Семья Рикки получает возможность жить в космосе. |                                                 |                  |
| 15 | «The Survivors""Ricky is History»               | 15 сентября 2008 |
| "The Survivors": Рикки и Киттен заблудились на отдаленном острове. "Ricky is History": У Рикки есть школьный исторический проект о шоу-бизнесе. |                                                 |                  |
| 16 | «The Highest Bidder""Write for the Part»        | 6 октября 2008   |
| "The Highest Bidder": Ларри Книш подкупает Рикки для заключения контракта. "Write for the Part": Автобиография Рикки полна лжи, которую он должен исправить. |                                                 |                  |
| 17 | «Where Wolf""Ricky Spook-it»                    | 2 февраля 2009   |
| "Where Wolf": Рикки снимается в фильме об оборотне и берет костюм, чтобы пойти с друзьями на Хэллоуин. "Ricky Spook-it": Рикки и Киттен снимают на натуре фильм о вампирах. Рикки думает, что актёр, играющий Дракулу, настоящий живой вампир. |                                                 |                  |
| 18 | «Ethelebrity""Ricky Rolls Over»                 | 9 февраля 2009   |
| "Ethelebrity": Этель становится новой любимицей Голливуда. "Ricky Rolls Over": Рикки загипнотизирован, из-за чего он по команде ведет себя как собака. |                                                 |                  |
| 19 | «Fan Club""Face Lift»                           | 16 февраля 2009  |
| "Fan Club": Фан-клуб Рикки перегружен, поэтому почта перенаправляется прямо Рикки. Он настаивает на том, чтобы отвечать на каждое письмо, но когда это начинает мешать работе студии, Фишбургер настаивает на том, чтобы нанять помощника. "Face Lift": Киттен видит в подтяжке лица фантастическую возможность. Переодевшись, ей удается получить работу и саботировать базу фанатов Рики.                              |                                                 |                  |
| 20 | «Ricky Inc.""Relative Discomfort»               | 2 марта 2009     |
| "Ricky Inc": Летние каникулы Рикки наполнены случайными заработками у соседей. "Relative Discomfort": Рикки и Киттен соревнуются в игровом шоу вместе со своими семьями. |                                                 |                  |
| 21 | «Grounded""Bush League»                         | 9 марта 2009     |
| "Grounded": Рикки должен доказать свою невиновность, находясь под арестом. Bush League": Benny and Ricky swap roles in the school play. |                                                 |                  |
| 22 | «The Perfect Family""Moby Rick»                 | 16 марта 2009    |
| "The Perfect Family": Ricky's fake family is interviewed on The Family Famous Channel. "Moby Rick": Рикки пытается доказать, что морское чудовище существует. |                                                 |                  |
| 23 | «Who's Your Daddy?""Test Audience»              | 6 апреля 2009    |
| "Who's Your Daddy?": Леонард окутывает Рикки перед звездой боевиков. "Test Audience": Рикки и Киттен саботируют фильмы друг друга. |                                                 |                  |
| 24 | «Ricky the Ringleader""Mind Games»              | 13 апреля 2009   |
| "Ricky the Ringleader": Рикки помогает спасти цирк обезьян Чико. "Mind Games": Рикки играет главную роль в новой видеоигре, которую Киттен саботирует. |                                                 |                  |
| 25 | «Ho-Ho Hollywood»                               | 19 февраля 2009  |
| "Ho-Ho Hollywood Part 1+2": Когда Рики и команда узнают, что им придется работать до Рождества, они не веселятся, особенно коллега Рики, который утверждает, что он настоящий Санта и не может работать в Рождество. Рики подбадривает этого человека и призывает его вернуться на Северный полюс, что он тут же и делает. Фишбургер в ужасе: фильм и вся студия могут пойти прахом, если Рикки не сможет вернуть Санту. |                                                 |                  |
| 26 | «Head Over Heels""When Life Gives You Lemonade» | 4 мая 2009       |
| "Head Over Heels": Рики влюбляется в австрийскую актрису. "When Life Gives You Lemonade": Рикки пытается помочь своему другу в киоске с лимонадом. (Финал сериала) |                                                 |                  |

## Телевещание и DVD
«Рикки Спрокет — звезда шоубиза» транслировался на Teletoon в Канаде, Nickelodeon в Великобритании и на Nicktoons в США. Его первый показ состоялся 31 августа 2007 года, с регулярными выходами в эфир в стране, начиная с 8 сентября 2007 года Последняя серия вышла в эфир 4 мая 2009 года с повторами до начала 2010-х.
Первый сезон был выпущен на DVD в США и состоял из восьми серий. Канадский DVD был выпущен в марте 2009 года.